# Komorniki
Komorniki é uma aldeia na Comuna de Bargłów Kościelny, no Condado de Augustów, Podláquia, no nordeste da Polônia.